# 巴林科利格
巴林科利格（英语：Ballincollig；爱尔兰语：Baile an Chollaigh），是爱尔兰科克郡的一个城镇，位于利河河畔，科克市以西9公里，为科克市的卫星城镇。总人口17,368（2011年）。